# Fontaine de Neptune (Trente)
Pour les articles homonymes, voir Fontaine de Neptune.
 (mars 2025).
Si vous disposez d'ouvrages ou d'articles de référence ou si vous connaissez des sites web de qualité traitant du thème abordé ici, merci de compléter l'article en donnant les références utiles à sa vérifiabilité et en les liant à la section « Notes et références ».

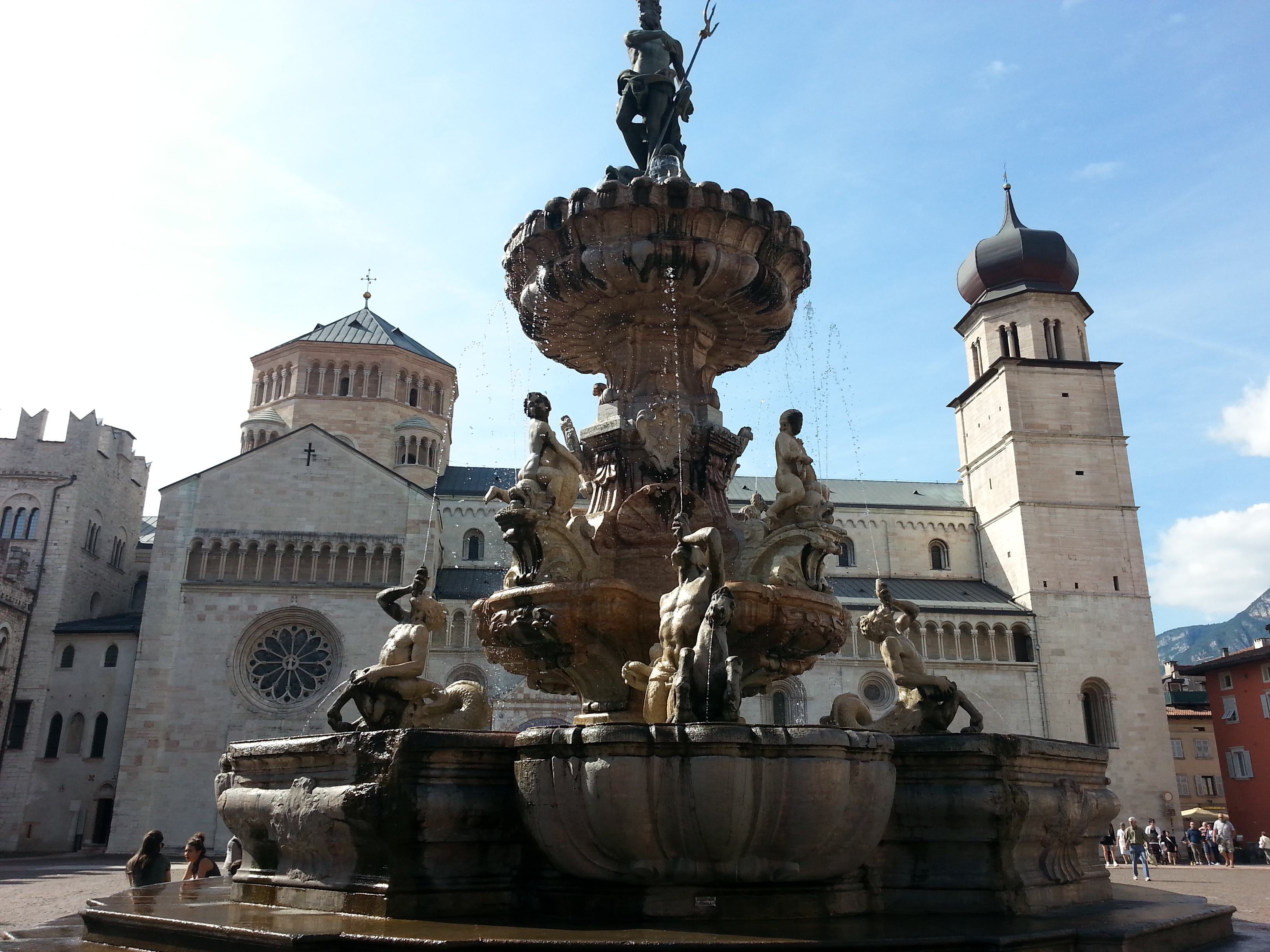
Fontaine de Neptune (Trente)

La fontaine de Neptune se trouve sur la Piazza Duomo à Trente, dans la région du Trentin-Haut-Adige, en Italie du nord.
Elle fut construite entre 1767 et 1769 par le sculpteur Francesco Antonio Giongo de Lavarone qui, pour cette fontaine, a conçu un système d'écoulement continu de l’eau.

## Caractéristiques
La statue de Neptune originale est l’œuvre de Stefano Saltiero da Laglio, mais à cause des préjudices subis par le temps, celle-ci fut déplacée dans la cour du palais Thun à la fin de l’année 1939. Une copie en bronze réalisée en 1942 par Davide Rigatti la remplace sur la fontaine depuis 1945.
Sous la statue de Neptune, la fontaine est ornée de tritons, de chevaux marins et d’autres sculptures, qui sont à l’origine, également l’œuvre de Saltiero. Ces sculptures furent ensuite remplacées au XIXe siècle par des copies d’Andrea Malfatti (it) (1832-1917) sur les dessins du peintre Ferdinando Bassi (1819-1883).
Sur la colonne, à mi-hauteur, figure l’inscription « Magnificum hunc fontem », « cum acquarum perpetuo cursu », « [d]esperanti[bus] omni[bus] », « Franciscus An[tonius] Iongo tri[dentin]us fecit » et à l’intérieur des cartouches sculptés, se trouvent les inscriptions « MDCCLXVIII » (1768) et « SPQT » (Senatus Popolusque Tridents).
Depuis la construction jusqu’à la deuxième moitié du XIXe siècle, la fontaine était entourée par une série de seize petits piliers reliés par des chaînes, qui ont été par la suite enlevés.
Il existe une copie de la fontaine (Jubiläumsbrunnen) à Elberfeld (Wuppertal), réalisée en 1895 par le sculpteur Léo Müsch.

## Histoire

### La construction
Le premier acte officiel pour la construction d’une fontaine amenant de l’eau potable à l’intérieur de l’enceinte fortifiée de Trente a été fait par le magistrat consulaire, avec l’arrêté du 23 décembre 1766. L’intention initiale était toutefois modeste et prévoyait le recours au financement privé en échange de l’octroi de la citoyenneté. L’initiative eut cependant peu de succès avec seulement deux adhérents.
Le projet et les travaux de la fontaine furent confiés à l'architecte Flavio Antonio Giongo de Lavarone (1723-1776), qui sculpta les vasques, la colonne et les cartouches, puis à Stefano Salterio da Como (1730-1806) en 1767 qui sculpta la statue de Neptune ainsi que les autres statues (tritons, centaures, angelots et chevaux marins). La fontaine a été achevée l'année suivante en 1768, comme indiqué dans l’un des cartouches sur la colonne, cependant encore privée d’eau.
Parallèlement à la construction de la fontaine, les travaux d’approvisionnement en eau de celle-ci ont été effectués. Toutefois, les conduits n’ont pas résisté à la pression de l’eau et ont explosé.
La mission consistant a apporté l’eau à la fontaine fut confiée une fois encore à Flavio Antonio Giongo, contre 500 florins s’il réussissait à amener une « eau continue et pérenne ». Pour cela, il utilisa une source à l’est près du hameau de San Donà, ainsi qu’une partie de l’eau de la rivière Fersina purifiée grâce à des vaques.
Le 8 juillet 1769, l'eau a finalement commencé à jaillir de la fontaine. Environ un mois après, le 13 août 1769, le magistrat consulaire émit une proclamation interdisant de polluer l’eau en lavant « des couches, des tripes ou toute autre chose similaire ».
La fontaine de Neptune représente un mariage audacieux. En effet, elle fait le lien entre une ville alpine et la mer, ainsi qu’entre un siège historique épiscopal et une divinité païenne.

### Restaurations
La fontaine a été restaurée une première fois en 1857, sur les recommandations de Paolo Leonardi, l’ingénieur municipal de Trente de l’époque. C’est le sculpteur Giorgio Bernasconi de Milan qui procéda à cette première restauration des sculptures, qui étaient abîmées.
Le 9 mai 1865, le sculpteur Andrea Malfatti (1832-1917), qui avait déjà travaillé pour la municipalité de Trente, se propose pour effectuer la restauration générale de la fontaine (sauf pour la statue de Neptune), et soumet un devis détaillé de 12 000 florins. Une commission fondée spécialement pour examiner le devis suggère de soutenir le peintre Ferdinando Bassi dans les travaux de restauration afin qu’il réalise l’étude et le dessin des sculptures. Le 17 mars 1869, un contrat a été conclu avec Malfatti, qui s’engage à restaurer la fontaine pour la somme de 5 250 florins autrichiens.
Le 10 octobre 1920, à l'occasion de la cérémonie officielle de l’annexion de Trente au royaume d’Italie, le modillon qui soutenait le triton supérieur sud a cédé sous le poids de la foule, faisant s’écrouler la statue. La restauration fut confiée au sculpteur Davide Rigatti, élève d’Andrea Malfatti.
La statue de Neptune fut enlevée de la fontaine à l'automne de 1939, et placée dans la cour du palais Thun. La copie de bronze, également réalisée par Davide Rigatti en 1942, est restée pendant la Seconde Guerre mondiale sur le chantier de construction municipal, puis a été placée sur la fontaine après la fin du conflit, en 1945.
Entre 1989 et 1990, la statue de Neptune originale, qui était en mauvais état, et la fontaine ont fait l’objet d'importants travaux de restauration, au cours desquelles l’alimentation de cette dernière fut remplacée par un système de recyclage alimenté par l’aqueduc de la ville, qui filtre et détartre l’eau.